# ألم الرباط المستدير
ألم الرباط المستدير هو ألم ينتج عن مرض متعلق برباط الرحم المستدير، وهناك رباطين مستديرين آخرين في الجسم الإنساني وهما: رباط الكبد المستدير، ورباط عظم الفخذ المستدير.
ورباط الرحم المستدير يمر بالحوض، ماراً بالحلقة الباطنية الداخلية، و القناة الأربية للشفرين الكبيرين، وهذا هو الهيكل الذي يثبت الرحم داخل تجويف البطن. وألم الرباط المستدير من أكثر المضايقات شيوعاً في الحمل، ، وعادة ما يبدأ في الثلث الثاني من الحمل، ويستمر حتى الولادة، وعادة ما يرتخي هذا الألم بعد الولادة، لكن في حالات معينة يستمر الألم، كما أن هناك حالات لهذا الألم بدون حمل.

## الأعراض
أكثر الأعراض شيوعاً لألم الرباط المستدير:
- ألم مفاجئ أسفل البطن، عادة في الجهة اليمنى من الحوض والتي ممكن أن تمتد إلى الفخذ
- آلام في البطن عند القيام بحركات مفاجئة أو مجهود بدني، ويكون عادة متقطع ويستمر لعدة ثواني فقط.[6]

## الأسباب
- تشنج أو تقلص عندما ينقبض الرباط المستدير فجأة، ويسحب الرباط على الألياف العصبية والهياكل الحساسة للجهاز التناسلي الأنثوي، ونظراً لأن الرحم يميل إلى الجانب الأيمن من الجسم، فإن الألم غالباً يكون في اليمين. وهذا يؤدي للخلط بينه وبين التهاب الزائدة الدودية.[7]
- أثناء الحمل: يتمدد الرحم ليستوعب الجنين المتنامي، وهذه الزيادة في وزن وحجم الرحم تضع عبئاً على الرباط المستدير الذي يثبته مسبباً له أن يتمدد بدوره، وأثناء المجهود البدني أو الحركات المفاجئة يتمدد الرباط بشكل كبير مسبباً الألم.
- الدوالي:[8] بمعنى أنه يمكن أن يحدث تضخم في الأوعية الدموية أثناء الحمل مسبباً الألم والتورم. يبدأ الدوالي عند الأوردة مستنزفاً الرباط والقناة الأربية، ويترافق مع احتقان الأوردة في المبيض والحوض أثناء الحمل.
- الإنتباذ البطاني الرحمي:[9][10] الذي يجاور الرباط المستدير الرحمي قد يسبب ألم الرباط المستدير للمرأة الغير حامل.
- الأمراض الأخرى التي تتضمن الرباط المستدير الرحمي قد تسبب ألم الرباط المستدير.

## التشخيص
آلام البطن أثناء الحمل قد تكون بسبب عدد من الأمراض، ألم الرباط المستدير هو واحد من الآلام الأكثر شيوعاً والأقل خطورة. ومع ذلك فإن تشخيص ألم الرباط المستدير ليس سهلاً، فقد تتشابه أعراضه مع التهاب الزائدة الدودية، أو الحمل المنتبذ، أو حصى الكلى، أو التهاب المسالك البولية، أو تقلصات الرحم، أو الفتق الإربي، أو كيسات المبيض، أو الإنتباذ البطاني الرحمي. فإذا كان الألم في البطن مستمر ويرافقه نزيف مهبلي، أو إفرازات مهبلية مفرطة، حمى، قشعريرة، أو قيء، فإنه من غير المرجح أن يكون ألم الرباط المستدير، وعليه فيجب طلب الاستشارة الطبية.
ويمكن تشخيص الحالة عن طريق اختبارات الفحص البدني، أوالموجات فوق الصوتية، أو اختبارات الدم والبول. ولكن أحياناً في بعض الحالات لا يمكن تشخيص الحالة إلا من خلال الجراحة الاستكشافية.

## تقارير الحالة
في حالات عدة يحدث الخلط بين ألم الرباط المستدير وأمراض أخرى باطنية
، وفيما يلي وصف لبعض التشخيصات المتداخلة مع ألم الرباط المستدير:

### ألم الرباط المستدير والتهاب الزائدة الدودية
امرأة حامل تم تشخيص حالتها أنها ألم رباط مستدير فتم صرفها من المستشفى، ثم تبين بعد ذلك أنه التهاب الزائدة الدودية حاد ولابد من إجراء جراحة. تمت عملية إستئصال الزائدة بنجاح لكن حدثت آلام ولادة مبكرة بعد سبعة أيام من العملية مما أدى إلى الإجهاض الفوري.

### ألم الرباط المستدير والفتق الإربي
تم الإبلاغ عن العديد من حالات الدوالي في الرباط المستدير أثناء الحمل التي أدت إلى الألم على الرغم من أنها كثيراً ما تشخص خطأ على أنها الفتق الإربي.
في حالة واحدة، وهي امرأة في الأسبوع 28 من الحمل وجد لديها تورم في منطقة العانة اليسرى. وكان التورم يبدو بارزاً في وضع الوقوف وليس في وضع الإستلقاء، وكان لديها رغبة في السعال. وقد كشفت الموجات فوق الصوتية دوالي على رباط الرحم المستدير. [1]
في حالة أخرى تم تشخيص امرأة في الأسبوع 22 من الحمل بأن لديها الفتق الإربي، وخضعت لعملية جراحية. ولم تحدد الجراحة الاستكشافية موقع الفتق ولكن كشفت دوالي في الرباط المستدير. وتم إجراء استئصال الرباط بنجاح ولم يحدث أي مضاعفات قبل الولادة أو بعدها.

### ألم الرباط المستدير ما بعد الولادة
تم الإبلاغ عن العديد من حالات ألم الرباط المستدير ما بعد الولادة. في حالة واحدة عانت امرأة تبلغ من العمر 27 عاماً من آلام في البطن بعد 24 ساعة من الولادة المهبلية الطبيعية. وفي حالة أخرى امرأة تبلغ من العمر 29 عاماً عانت من ألم الرباط المستدير بعد ثلاث أيام من الولادة، وفي كلتا الحالتين كان التشخيص الأولي هو الفتق الإربي. في الحالة الأولى، لم تستطع عملية جراحية طارئة أن تحدد موقع أي فتق ولكن وجدت رباط الرحم المستدير متورم وملئ بخثار الدوالي. وقد اقتطع الجزء مخثور والمريض تعافى.
ووصف تقرير آخر حالة امرأة تبلغ من العمر 37 عاماً كان لديها كتلة أربية 6 أيام بعد الولادة المهبلية الطبيعية. وقد كشف التصوير المقطعي والتصوير بالرنين المغناطيسي أوعية دموية متخثرة على طول المجرى الإربي في رباط الرحم المستدير التي امتدت نحو الشفرين الكبيرين.

### ألم الرباط المستدير والانتباذ البطاني الرحمي
تم الإبلاغ عن عدة حالات من التهاب بطانة الرحم الأربية، التي تتسرب إلى رباط الرحم المستدير لدى النساء غير الحوامل. وكان التشخيص في معظم هذه الحالات إشكالياً. وفي بعض الحالات كان لابد من عمل جراحة استكشافية للوصول للتشخيص النهائي على أنه انتباذ رحمي على الرباط المستدير.

### ألم الرباط المستدير والورم
تم الإبلاغ عن حالة نمو ما يشبه الورم على الرباط المستدير.

### ألم الرباط المستدير والحقن المجهري
تحفيز موجهة الغدد التناسلية أثناء التخصيب المجهري يمكن أن يحفز نمو الأكياس في بعض أجزاء الجهاز التناسلي الأنثوي، وتم الإبلاغ عن حالة نمو كيس ظهاري على رباط الرحم المستدير لإمرأة بعد العلاج بالتخصيب المجهري.

## العلاج
ما إن يتم تشخيص الحالة بأنها ألم رباط الرحم المستدير فإن هناك عدد من الطرق لتقليل الآلام بدون تعريض الحمل للخطر:
- المسكنات: هناك بعض المسكنات الآمنة أثناء الحمل يصفها الطبيب.
- العلاج بالتسخين: وضع قربة ساخنة أو أي محتوى ساخن قد يخفف من الآلام.
- تعديل الحركة والوضع: أحد العناصر المحفزة لألم الرباط المستدير هو الحركة المفاجئة (مثل العطس، الكحة، الوقوف والجلوس فجأة) المجهود البدني، أو الرقود لفترات طويلة بنفس الوضعية. لذا فإن تغيير بعض النشاطات اليومية قد يساعد في التخفيف من الألم ومنع تدرجه للأسوأ. لذا فمن المفيد تجنب الحركات المفاجئة، فعند السعال مثلاً يمكن ثني الجسم لتقليل الضغط على الأربطة.
- الراحة: هي من أفضل العلاجات الناجعة لألم الرباط المستدير، وعند الإستلقاء على الظهر يجب تغيير الوضعيات ببطء.
- التدريبات البدنية: قد يوصي الطبيب النسائي بتدريبات الارتخاء اليومية، ومثال على هذا هو الركوع مع اليدين والركبتين على الأرض، ثم خفض الرأس إلى الأرض، والحفاظ على المؤخرة في الهواء. وهو ما يسمى تدريبات الحوض (الورك)، وهي تساعد في الحد من شدة الألم ومدته.[19][20]
- الجراحة: في أمراض ألم الرباط المستدير التي تتضمن بطانة الرحم و ademyosis، قد تكون الجراحة ضرورية لأداء استئصال الرباط أو إزالة الأكياس والأورام.